# ميكي سيمز
ميكي سيمز (بالإنجليزية: Mickey Sims)‏ هو لاعب كرة قدم أمريكية أمريكي، ولد في 3 مارس 1955 في يونيون في الولايات المتحدة، وتوفي في 28 يونيو 2006 في بارما في الولايات المتحدة.

## وصلات خارجية
- ميكي سيمز على موقع مرجع كرة القدم المحترفة.كوم (الإنجليزية)